# Muara Kilis
Muara Kilis is een bestuurslaag in het regentschap Tebo van de provincie Jambi, Indonesië. Muara Kilis telt 3132 inwoners (volkstelling 2010).